# サターン・スカイ

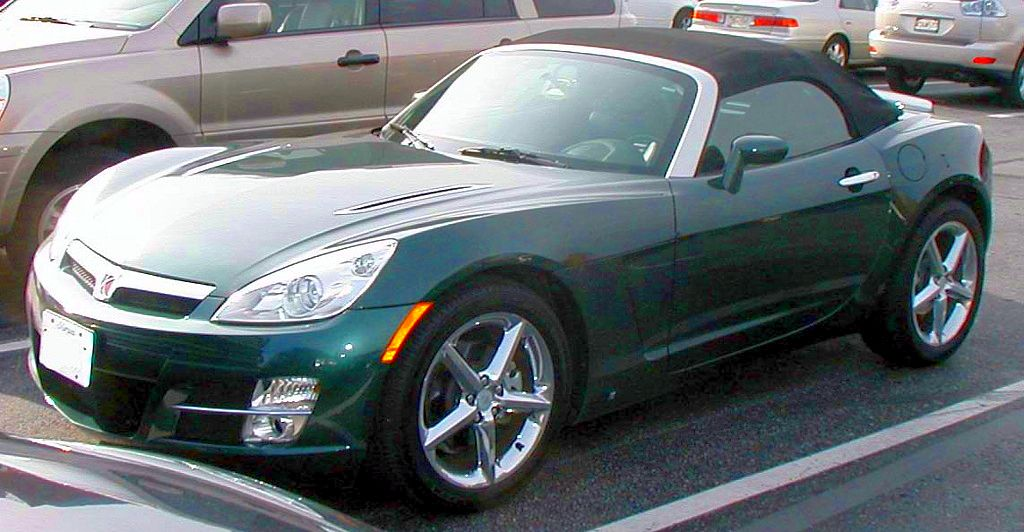
サターン・スカイ

サターン・スカイ（Saturn Sky）はアメリカの自動車会社・ゼネラルモーターズ（GM）が製造し、同社のサターンブランドから販売されていたロードスター。同ブランドでは初めて、かつ唯一のオープン2シータースポーツであった。姉妹車として、同じくGMのポンティアック・ソルスティスがあった。

## 解説
エンジンは直列4気筒のみで、177馬力（132 kW）の2.4 L（LE5）と、260馬力（190 kW）の2.0 L直噴ターボ（LNF）の2種類。
駆動系はフロントミッドシップの後輪駆動。屋根は電動ソフトトップが標準装備、トランスミッションはアイシンAI（現:アイシン）製AR-5型5速MTと、GM製5L40-E型5速ATの2種類から選ぶことができた。
2007年モデルとして2006年初頭から北米で販売が開始された。なお、欧州および韓国向けにはオペルとGM大宇（現・韓国GM）から、それぞれオペル・GT、大宇・G2Xとして販売されていた。これらはすべてバッジエンジニアリング車であり、ソルスティスを除き、フロントグリルのエンブレムを除けば外観の違いはほとんどない。製造は4車種ともアメリカデラウェア州のウィルミントン工場で行われた。なお左ハンドル仕様しか用意されないため、英国向けのボクスホール版は存在しなかった。
2009年にウィルミントン工場の閉鎖により姉妹車のソルスティスと共に生産終了となっている。またG2Xはそれ以前に販売終了となっている。

## 車名の由来
G2X･･･Go To Extremeからの略語。